# Agabus affinis
Agabus affinis es una especie de escarabajo del género Agabus, familia Dytiscidae. Fue descrita científicamente por Paykull en 1798.

## Distribución geográfica
Agabus affinis es una especie de escarabajo nativo del Paleártico (incluida Europa) y el Cercano Oriente. En Europa, solo se encuentra en Austria, Bielorrusia, Bélgica, Gran Bretaña incluyendo islas Shetland, Orcadas, Hébridas e isla de Man, Croacia, República Checa, Dinamarca continental, Estonia, Finlandia, Francia continental, Alemania, Hungría, República de Irlanda, Italia continental, Kaliningrado, Letonia, Lituania, Irlanda del Norte, Noruega continental, Polonia, Rusia excepto el Sur, Eslovaquia, Suecia, Suiza, Países Bajos, Ucrania e Italia.